# التسلسل الزمني للدين
كان الدين عاملاً من عوامل التجربة الإنسانية عبر التاريخ، بداية من عصور ما قبل التاريخ إلى العصر الحديث. الجزء الأكبر من التجربة الدينية البشرية يسبق التاريخ المكتوب (عصر الكتابة الرسمية) أي حوالي 5000 سنة فقط. معظم المعلومات عن ديانات ما قبل التاريخ مستمدة من السجلات الأثرية وغيرها من المصادر غير المباشرة ومن الافتراضات عدم وجود سجلات مكتوبة، مما يجعلها محل للنقاش المستمر.

## عصور ما قبل التاريخ من الممارسات الدينية

### العصر الحجري القديم الأوسط (200000-50000 قبل الميلاد)
على الرغم من ادعاءات بعض الباحثين عبادة الدب والإيمان بالحياة الآخرة وطقوس أخرى خلال تلك الفترة، فإن الأدلة الأثرية الحالية لا تدعم وجود الممارسات الدينية من قبل الإنسان الحديث أو إنسان نياندرتال خلال هذه الفترة.
100000 ق.م
أقدم دفن بشري معروف في الشرق الأوسط.
78000 - 74000 ق.م
أقدم دفن معروف لإنسان عاقل لطفل في بانغا يا سايدي شرق إفريقيا.
70000 - 35000 ق.م
وجود دفن للنياندرتال في مناطق من أوروبا والشرق الأوسط.

### من 50000 حتى 11000 قبل الميلاد
40000 ق.م
تم دفن بقايا أحد أقدم البشر المعاصرين تشريحيا المعروفين الذين تم اكتشافهم بالقرب من بحيرة مونغو.
38000 ق
نحت منحوتة الأسد الإنسان الأورينياسية، وهي أقدم منحوتة حيوانية الشكل معروفة في العالم وأحد أقدم المنحوتات المعروفة بشكل عام. تم تفسير التمثال أيضًا على أنه مجسم يعطي الخصائص البشرية للحيوان، أو أنه قد يمثل إلهًا.
35000 - 26001 ق.م
غياب مدافن لإنسان نياندرتال في السجل الأثري، ويتزامن هذا تقريبًا مع ظهور الإنسان العاقل في أوروبا وتراجع إنسان نياندرتال، كما ظهرت جماجم فردية و / أو عظام طويلة ملطخة بشدة بالمغرة الحمراء ومدفونة بشكل منفصل، وقد تكون هذه الممارسة أصل الذخائر المقدسة. ظهرت أيضاً أقدم «تماثيل فينوس» المكتشفة في القبور، التي كسر بعضهم عمدا أو جرحهم بشكل متكرر، كتمثيل محتمل لجرائم قتل الرجال الذين دفنوا معهم، أو بسبب ديناميكية اجتماعية أخرى غير معروفة. 
25000 - 21000 ق.م
وجود أمثلة واضحة على المدافن في أيبيريا وويلز وأوروبا الشرقية التي تتضمن أيضًا الاستخدام المكثف للمغرة الحمراء، كما تم تضمين العديد من الأشياء في القبور مثل أصداف ونكة وملابس ثقيلة ودمى وعصي طبول وحبات عاجية ضخمة ودلايات لأسنان الثعالب ومجموعة من القطع الأثرية العاجية وقرون الهراوة وشفرات الصوان وغيرها.
13000 - 8000 ق.م
استئناف نشاط الدفن الملحوظ. كان نشاط الدفن السابق إما يتخذ شكلاً أقل وضوحًا أو احتفظ المعاصرون ببعض معرفتهم الدفن في غياب مثل هذا النشاط. تم دفن العشرات من الرجال والنساء والأطفال في نفس الكهوف التي كانت تستخدم للدفن قبل 10000 عام. تم تحديد كل هذه القبور بجدران الكهوف وكتل الحجر الجيري الكبيرة. تشترك المدافن في عدد من الخصائص مثل استخدام المغرة والمجوهرات المصنوعة من عاج الماموث والصدف والتي تعود إلى آلاف السنين. بعض المدافن كانت مزدوجة حيث تضم ذكرًا بالغًا وحدثًا مدفونًا بجانبه، مع اتخاذ المقابر الحديثة. عادة ما كان يتم إعادة حفر المدافن القديمة ونقلها لإفساح المجال لمدافن جديدة، حيث يتم جمع العظام القديمة وتخزينها معًا، وقد تكون الحجارة الكبيرة بمثابة علامات خطيرة. كانت أزواج من القرون الصفراء تُثبَّت أحياناً على أعمدة داخل الكهف؛ هذا بالمقارنة مع الممارسة الحديثة لترك الزهور في القبر.

### من 10000 حتى 6000 قبل الميلاد
9130 - 7370 ق.م
كانت هذه الفترة الواضحة لاستخدام غوبكلي تبه، أحد أقدم مواقع العبادة التي صنعها الإنسان حتى الآن؛ تم العثور على أدلة على استخدام مماثل في موقع قريب آخر هو نوالي جوري.
7500 - 5700 ق.م
تطور مستوطنات جاتال هويوك كمركز روحي محتمل للأناضول، ومن المحتمل أنهم مارسوا العبادة في الأضرحة الجماعية، وقد ترك سكانها وراءهم العديد من التماثيل الطينية وانطباعات عن مشاهد قضيبية وأنثوية ومشاهد صيد. 
7250-6500 ق
نحت تماثيل عين غزال في الأردن خلال العصر الحجري الحديث، وقيل أن هذه التماثيل كانت آلهة أو قادة أسطوريين أو شخصيات أخرى ذات نفوذ. اقترح الأركيولوجي غاري روليفسون أنها كانت تمثل اندماج المجتمعات المنفصلة سابقًا.

## العصر القديم

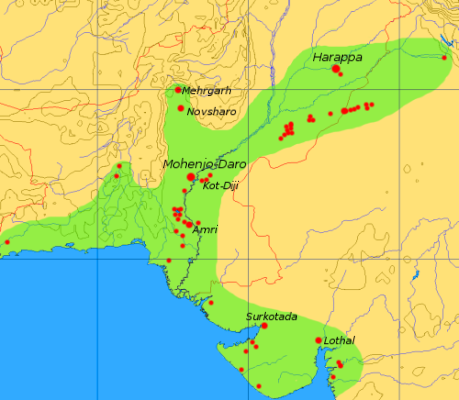
المدى والمواقع الرئيسية لحضارة وادي السند. المنطقة المظللة لا تشمل الحفريات الحديثة.

حوالي 3750 ق.م
ظهور الشعوب السامية البدائية من أوريمات مقبول بشكل عام في شبه الجزيرة العربية والشام، التي هاجرت في جميع أنحاء الشرق الأدنى إلى بلاد ما بين النهرين ومصر وإثيوبيا والشاطئ الشرقي للبحر الأبيض المتوسط.
3300 - 1300 ق.م

كانت حضارة وادي السند حضارة في العصر البرونزي (3300-1300 ق.م؛ فترة ناضجة 2600-1900 ق.م) في المنطقة الشمالية الغربية من شبه القارة الهندية بشكل رئيسي في باكستان الحالية، وتشتهر بمدنها المبنية من الطوب ونظام الصرف على جانب الطريق والمنازل متعددة الطوابق.
3200 - 3100 ق.م
بناء نيوجرانغ وهي مقبرة ذات ممرات يبلغ وزنها 250 ألف طن تتماشى مع الانقلاب الشتوي في أيرلندا.
3100 ق.م
اكتمال الشكل الأولي لستونهنج، وقد تكون الضفة الدائرية ومحاذاة الخندق قد اكتملتا بدائرة خشبية.
3000 ق.م
ظهور الكتابة المسمارية السومرية من فترة أوروك، مما سمح بتدوين المعتقدات وإنشاء سجلات دينية تاريخية مفصلة.
كما اكتملت المرحلة الثانية من ستونهنج ويبدو أنها كانت أول مقبرة مغلقة لإحراق الجثث في الجزر البريطانية.
2635 - 2610 ق.م
تم التكليف ببناء أقدم هرم مصري باقي من قبل الفرعون زوسر.
2600 ق.م
بداية اتخاذ ستونهنج لشكلها النهائي وتم استبدال الأعمدة الخشبية بلوستون، وبدأت في اتخاذ إعداد معقد بشكل متزايد بما في ذلك المذبح والبوابة وأحجار المحطة وغيرها ويظهر أخذ في المحاذاة الشمسية في الاعتبار.
2560 ق.م
الوقت التقريبي المقبول لاكتمال هرم الجيزة الأكبر، أقدم هرم في هضبة الجيزة.
2494 - 2345 ق.م
تم تأليف أول أقدم النصوص الدينية الباقية، وهي نصوص الأهرام في مصر القديمة.
2200 ق.م
تطور الحضارة المينوسية في جزيرة كريت حيث عبد المواطنون مجموعة متنوعة من الآلهة.
2150 - 2000 ق.م
كتابة أقدم النسخ الباقية من ملحمة جلجامش السومرية - التي كانت تحمل العنوان الأصلي هو الذي رأى العمق (شا نقبة أومورو) أو متجاوزًا جميع الملوك الآخرين (شوتر إيلي شاري).
1700 - 1100 ق.م
تأليف الريجفدا أقدم الفيدا الهندوسية المقدسة، وكان أول ذكر لرودرا، وهو شكل مخيف من شيفا باعتباره الإله الأعلى.
1600 ق.م
انتهاء التطور القديم لستونهنج.
1500 ق.م
بداية الفترة الفيدية في الهند بعد انهيار حضارة وادي السند.
1351 أو 1353 ق.م
بداية عهد إخناتون في مصر القديمة، الذي غالباً يُنسب إليه بدء أقدم ديانة توحيدية معروفة مسجلة. [بحاجة لمصدر]
1300 - 1000 ق.م
تحرير النسخة الأكادية «المعيارية» لملحمة جلجامش من قبل سن لقي أونيني.
1250 - 600 ق.م
تأليف الأبانيشاد (النصوص الفيدية) والتي تحتوي على أول ظهور لبعض المفاهيم الدينية المركزية للهندوسية والبوذية والجاينية.
1200 ق.م
بداية العصر اليوناني المظلم، وبناء الأولمكس أقدم الأهرامات والمعابد في أمريكا الوسطى.
877 - 777 ق.م
فترة بارشفاناثا، التيرثنقار الثالث والعشرين للجانية.
800 ق.م
انتهاء العصر اليوناني المظلم.
800 - 600 ق.م
جمع نص شاندوجيا أوبانیشاد الذي يحتوي على أقدم ذكر لكريشنا حتى الآن. تذكر الآية 3.17.6 كريشنا ديفاكيبوترا (السنسكريتية: कृष्णाय देवकीपुत्रा) كطالب للحكيم غورا أنجيراسا. (يذكر ريج فيدا كريشنا بشكل غير مباشر).
600- 500 ق.م
جمع محتمل للكتب الخمسة الأولى من التناخ اليهودي، أو التوراة (العبرية: תורה).
600 ق.م
بداية محتملة للزرادشتية؛ لكن بعض يؤرخ زرادشت قرب 1000 ق.م. ازدهرت الزرادشتية تحت حكم الأباطرة الفارسيين المعروفين باسم الأخمينيين، وقد جعلها كل من دارا الأول (522-486 ق.م) خشايارشا الأول (486-465 ق.م) الديانة الرسمية لإمبراطوريتهم.
600- 500 ق.م
تضمين الكتابات الكونفوشيوسية الأولى المعروفا باسم كتاب الوثائق لأفكار التناغم والسماء.
599 -527 ق.م
فترة مهافيرا، التيرثنقار الرابع والعشرين والأخير للجانية.
حوالي 563/480 - 483/400 ق.م
ميلاد غوتاما بوذا مؤسس البوذية.
551 ق.م
ميلاد كونفوشيوس مؤسس الكونفوشيوسية.
399 ق
حوكم سقراط بتهمة الهرطقة.
372- 369 ق.م
ميلاد منسيوس وجوانغ زي
300 ق.م
كتابة أقدم نسخة معروفة من داوديجنغ على ألواح غوديان شو.
300 ق.م
دخول الثيرافادا البوذية إلى سريلانكا من قبل ماهيندا.[بحاجة لمصدر]
حوالي 250 ق.م
عقد أشوكا للمجلس البوذي الثالث، وإرساله المبشرين البوذيين إلى بلدان بعيدة مثل الصين والبر الرئيسي لجنوب شرق آسيا وممالك الملايو والممالك الهلنستية.
140 ق.م
تأليف بانيني لأقدم قواعد السنسكريتية. [بحاجة لمصدر]
100 ق.م - 500 م
تأليف باتانجالي ليوغا سوترا، وهو أحد أقدم النصوص في اليوغا.

## بعد الميلاد

### من القرن الأول إلى القرن الخامس
حوالي 7 ق.م - 30/33 م
فترة يسوع الناصري، الشخصية المركزية في المسيحية.
حوالي 27-31 م
وفاة يوحنا المعمدان.
حوالي 12 - 38 م
فرار التلاميذ المندائيين الناصريين ليوحنا المعمدان جراء الاضطهاد في القدس وفقًا لنص هاران جاويتا، ووصوله إلى ميديا في عهد الملك الفرثي أرتابانوس الثاني الذي حكم بين 12 و 38م. :IX
50-62 م
انعقد أول مجمع مسيحي في القدس.
70 م
حصار القدس وتدمير الهيكل وظهور اليهودية الربانية.
150-250 م
ناغارجونا، الفيلسوف البوذي الماهاياني الهندي مؤسس بوذية مادياماكا-سونيافادا.
200 م
كتابة بعض أقدم أجزاء كنزت رابا، وهو نص أساسي من المندائية.
220 م
إنشاء ماني للغنوصية المانوية.
250-900 م
تشييد أهرامات المايا الكلاسيكية.
313 م
إصدار مرسوم ميلان الذي نص على الحرية الدينية في الإمبراطورية الرومانية.
325 م
انعقاد المجمع المسكوني الأول (مجمع نيقية) للتوصل إلى إجماع حول العقيدة من خلال تجمع يمثل كل العالم المسيحي. تم تدشين العقيدة النيقية الأصلية وحدد تاريخ عيد الفصح المسيح، كما تم تأكيد أولية كراسي روما والإسكندرية وأنطاكية، ومنح الكرسي القدس مكانة الشرف.
حوالي 350 م
نجاة أقدم سجل للنصوص التوراتية الكاملة (المخطوطة السينائية) بترجمة يونانية تسمى الترجمة السبعينية، ويرجع تاريخها إلى القرن الرابع الميلادي.
380 م
إعلان ثيودوسيوس الأول أن المسيحية النيقية هي دين الدولة للإمبراطورية الرومانية.
381 م
تأكيد المجمع المسكوني الثاني (مجمع القسطنطينية الأول) على قانون نيقية ومراجعته، والتبرؤ من الآريوسية وبنيوماتوماخى.
381 - 391 م
تحريم ثيودوسيوس للوثنية داخل الإمبراطورية الرومانية.
393 م
قيام مجلس من الأساقفة المسيحيين الأوائل بإدراج وإقرار كتاب مقدس قانوني لأول مرة في سينودس هيبون.

## العصور الوسطى (القرن 5- القرن 15)

### من القرن 5 إلى القرن 10
405 م
إكمال القديس جيروم لترجمة فولغاتا، وهي أول ترجمة لاتينية للكتاب المقدس.
410 م
بداية الإمبراطورية الرومانية الغربية في التراجع وبداية العصور المظلمة.
424 م
انفصال كنيسة المشرق في الإمبراطورية الساسانية (بلاد فارس) رسميًا عن كرسي أنطاكية وإعلانها الاستقلال الكنسي الكامل.
431 م
انعقاد المجمع المسكوني الثالث (مجمع أفسس الأول) كنتيجة للتعاليم المثيرة للجدل لنسطور بطريرك القسطنطينية، الذي تم فيه نبذ النسطورية، وإعلان العذراء مريم والدة الإله (حاملة الله أو أم الله)، كما تم نبذ البيلاجيانية وأعاد التأكيد مرة أخرى على العقيدة النيقية.
449 م
إعلان مجمع أفسس الثاني دعمه لأوطاخي ومهاجمة خصومه، حيث عُقد في الأصل كمجمع مسكوني، إلا أن الخلقيدونيين رفضوا طبيعته المسكونية، الذين شجبوا المجمع باعتباره لاتروسينيوم.
451 م
رفض المجمع المسكوني الرابع (مجمع خلقيدونية) لعقيدة أوطاخي الخاصة بالطبيعة الأحادية، واعتماد العقيدة الخلقيدونية بدلاً منها، وإعادة أولئك المخلوعين في مجمع أفسس عام 449، وخلع ديوسقورس الأول ورفع أسقفية القسطنطينية والقدس إلى مرتبة البطريركية.
451م
رفض الكنيسة الأرثوذكسية المشرقية لوجهة النظر للرؤية اللاهوتية التي طرحها مجمع خلقيدونية وتم طردها كنسياً.
480-547 م
كتابة بندكت النيرسي لقانونه الذي وضع الأساس للرهبنة المسيحية الغربية.
553 م
رفض المجمع المسكوني الخامس (مجمع القسطنطينية الثاني) للفصول الثلاثة باعتبارها نسطورية وإدانة أوريجانوس بابا الإسكندرية.
570-632 م
حياة نبي الإسلام محمد صلى الله عليه وسلم.
632 م
بدأ العمل على جمع القرآن في مصحف (سرعان ما عُرف باسم مصحف حفصة) في عهد خليفة المسليمن الأول أبي بكر الصديق رضي الله عنه.
632-661 م
فتح الخلافة الراشدة لبلاد فارس ومصر والعراق، وإدخال الإسلام إلى تلك المناطق.
650 م
تم تدمير جميع النسخ المكتوبة من القرآن باستثناء مصحف حفصة (أول نسخة مجمعة كاملة) في عهد الخليفة عثمان بن عفان رضي الله عنه.
661-750 م
فتح الدولة الأموية لشمال إفريقيا وإسبانيا وآسيا الوسطى، مما يمثل أكبر قدر من الفتوحات الإسلامية وجلب الإسلام إلى تلك المناطق.
680 - 681 م
رفض المجمع المسكوني السادس (مجمع القسطنطينية الثالث) للمونوثيليتية والمونوينيرجية.
حوالي 680 م
تطور الانقسام بين المسلمين السنة والشيعة. [بحاجة لمصدر]
692 م
انعقاد مجلس كوينيسكست (المعروف أيضًا باسم مجلس ترولو)، وهو تعديل للمجالس المسكونية الخامسة والسادسة، وإنشاء البطريركيات الخمس.
712 م
كتابة الكوجيكي، أقدم نص في دياتة شنتو.
716-936 م
بداية هجرة المجتمعات الزرادشتية (الفارسية) من بلاد فارس إلى الهند بعد الفتح الإسلامي والتضييق الذي أعقب ذلك. [بحاجة لمصدر]
754 م
دعم مجمع هييرية تحطيم الأيقونات.
787 م
إعادة المجمع المسكوني السابع (المجمع مجمع نيقية الثاني) تبجيل الأيقونات وشجب تحطيم الأيقونات.
788 - 820 م
حياة الفيلسوف الهندوسي آدي شانكارا، الذي عزز عقيدة أدفايتا فيدانتا.
حوالي 850 م
تعود أقدم المخطوطات الباقية للنص الماسوري المنطوق، والتي تستند إليها الطبعات الحديثة، إلى القرن التاسع الميلادي.[بحاجة لمصدر]

### من القرن 11 إلى القرن 15
1017-1137
حياة الفيلسوف رامنوغا مؤسس فيشيشتادفايتا فيدانتا.
حوالي 1052 - 1135
حياة ميلاريبا، أحد أشهر اليوغيين والشعراء في البوذية التبتية.
1054م
إضفاء الطابع الرسمي على الانشقاقالكبير بين الكنيسة الرومانية الكاثوليكية والكنيسة الأرثوذكسية الشرقية.
1095-1099
إعلان الحملة الصليبية الأولى التي أدت إلى استيلاء الصليبيين على القدس.
1107 - 1110
ثيادة سيغورد الأول ملك النرويج للحملة الصليبية النرويجية ضد المسلمين في إسبانيا وجزر البليار وفلسطين.
1147-1149
نشوب الحملة الصليبية الثانية رداً على سقوط مقاطعة الرها.
1187
استرداد صلاح الدين الأيوبي لبيت المقدس وتحرير معظم الأراضي التي احتلها الصليبيون في المشرق بعد انتصاره في معركة حطين.
1189-1192
محاولة القادة الأوروبيين في الحملة الصليبية الثالثة استعادة الأراضي من صلاح الدين الأيوبي.
1202-1204 م
قيام الحملة الصليبية الرابعة التي كانت تهدف في الأصل إلى استعادة القدس، لكنها أدت بدلاً من ذلك إلى نهب القسطنطينية عاصمة الإمبراطورية البيزنطية.
1206 م
تأسيس سلطنة دلهي.
1209-1229م
قيام الحملة الصليبية الألبيجينية للقضاء على الكاثارية في أوكسيتانيا.
1217-1221 م
قيام الحملة الصليبية الخامسة وفشل القادة المسيحيين في استعادة القدس.
1222-1282 م
حياة نيشرين، بوذا آخر يوم من القانون ومؤسس البوذية النيشرينية، يقع هذا الفرع من البوذية في معبد نيشرين شوشو الرشيسي تايسيكي جي (اليابان)، ويعلم أهمية ترديد مناترا المجد لدارما لوتس سوترا.
1228-1229 م
سيطرة الحملة الصليبية السادسة على مناطق شاسعة من الأراضي المقدسة لصالح الحكام المسيحيين عن طريق الدبلوماسية أكثر من القتال.
1229 م
انتهاء هيرمان الناسك من مخطوطة غيغاكس في دير البينديكتين في بودلايتس بالقرب من خروديم.
1238-1317 م
حياة الفيلسوف مادهفاتشاريا مؤسس دفايتا فيدانتا.
1244 م
استرداد القدس مرة أخرى بعد الحملة الصليبية السادسة، مما أدى إلى الحملة الصليبية السابعة.
1270 م
قيادة لويس التاسع ملك فرنسا الحملة الصليبية الثامنة، التي فشلت في المنصورة وتلاشت إلى حد كبير عندما توفي لويس بعد وقت قصير من وصوله إلى تونس.
1271-1272 م
فشل الحملة الصليبية التاسعة.
1320
وضع البابا يوحنا الثاني والعشرون الأساس لمطاردة الساحرات مستقبلاً بإضفاء الطابع الرسمي على اضطهاد السحر.
1378-1417 م
انقسام الكنيسة الرومانية الكاثوليكية خلال الانشقاق الغربي.
1415 م
وفاة يان هوس الذي يعتبر أول مصلح للمسيحية الغربية، الذي يُنظر إليه غالبًا على أنه بداية الإصلاح.
1469-1539 م
حياة الغورو ناناك مؤسس السيخية .
1484 م
شكل البابا إنوسنت الثامن بداية مطاردة الساحرات الأوروبية الكلاسيكية.
1486-1534 م
ترديد تشيتانيا ماهابرابهو لمانترا هاري كريشنا وألف الشيكشاشتكام (ثماني صلوات تعبدية) باللغة السنسكريتية، ويقدسه أتباعه فايشنافية جاوديا باعتباره مصلحًا روحيًا وإحياءًا هندوسيًا وتجسيدًا لكريشنا.

## العصور الحديثة المبكرة والحالية

### القرن 16
1500 م
انتشار الكاثوليكية في الإمبراطورية الإسبانية بعد سقوط الأندلس، وتشجيعها من خلال مؤسسات مثل الإرساليات ومحاكم التفتيش.
1517 م
نشر مارتن لوثر لكتابه القضايا الخمس والتسعون على باب كنيسة جميع القديسين في فيتنبرغ، وإطلاق الإصلاح البروتستانتي .
1526 م
دخول الأنظمة الدينية الأفريقية إلى الأمريكتين، مع بدء تجارة الرقيق عبر المحيط الأطلسي.
1534 م
فصل هنري الثامن الكنيسة الإنجليزية عن روما وجعل نفسه الرئيس الأعلى لكنيسة إنجلترا.
1562 م
حدوث مذبحة فاسي أول سلسلة من حروب الدين الفرنسية.

### القرن 17
1674 م
تتويج شيفاجي كأول شاهترباتي لإمبراطورية مراثا
1699 م
أنشأ جورو جوبيند سينغ الخالصة في السيخية .

### القرن ال 18
1708 م
وفاة جورو جوبيند سينغ جي آخر معلم للسيخ بعد وضع كتاب السيخ المقدس، جورو جرانث صاحب، باعتباره المعلم الأبدي.
1770 م
نشر بارون دي هولباخ لـ«نظام الطبيعة» الذي قيل إنه أول بيان إيجابي لا لبس فيه للإلحاد في الغرب.
1781 م
ميلاد غانشيام، الذي عُرف لاحقًا باسم ساهاجاناند سوامي / سوامينارايان، في تشابايا في منزل دارماديف وبهاكتيماتا.
1789 - 1799 م
مصادرة الحكومة الثورية الفرنسية خلال عملية نزع المسيحية لممتلكات الكنيسة، وخظر الوعود الرهبانية وتمرير الدستور المدني للإكليروس، وإزالة سيطرة البابا على الكنيسة وإخضاعها كقسم تابع للحكومة. استبدلت الجمهورية أيضًا التقويم الغريغوري التقليدي وألغت الأعياد المسيحية.
حوالي 1790 - 1840 م
الإحياء الديني البروتستانتي خلال الصحوة الكبرى الثانية في الولايات المتحدة.
1791 م
إضافة حرية الدين المنصوص عليها في وثيقة الحقوق كتعديل لدستور الولايات المتحدة، وتشكيل حكومة علمانية مبكرة ومؤثرة.
1794 م
تأسيس عبادة الكائن الأسمى في فرنسا على يد ماكسميليان روبسبيار.

### القرن 19
1801 م
دخول الحكومة الثورية الفرنسية والبابا بيوس السابع في كونكوردات عام 1801. رغم استعادة الكاثوليكية الرومانية بعض السلطات وأصبحت معترفًا بها على أنها «دين الغالبية العظمى من الفرنسيين»، إلا أنها تُمنح الحرية التي كانت تتمتع بها قبل الثورة ولم تتم إعادة تأسيسها كدين رسمي للدولة. تخلت الكنيسة عن جميع مطالبات التركة التي تم الاستيلاء عليها بعد عام 1790، وكان رجال الدين يتقاضون رواتب حكومية وكانوا مجبرين على أداء قسم الولاء للدولة وتمت استعادة الحرية الدينية.
1819 - 1850 م
حياة علي محمد الشيرازي المعروف باسم الباب مؤسس البابوية .
1817 - 1892 م
حياة بهاء الله مؤسس الدين البهائي.
1823 م
ادعاء نبي المورمون جوزيف سميث أنه رأى الملاك موروني وتنبأ بما هو الآن كتاب مورمون.
الثلاثينات
بداية السبتية على يد ويليام ميللر في الولايات المتحدة.
1830 م
تأسست كنيسة المسيح على يد جوزيف سميث في 6 أبريل - لبدء حركة قديس اليوم الأخير.
1835–1908 م
حياة غلام أحمد مؤسس الحركة الأحمدية.
1836 -1886 م
حياة راماكريشنا القديس والصوفي البنغالي.
1844 م
مقتل جوزيف سميث، حسبما ورد، في 27 يونيو على يد جون سي إليوت، مما أدى إلى أزمة الخلافة في حركة القديس اليوم الأخير.
1857 م
أول انتفاضة شعبية كبيرة ضد الحكومة الاستعمارية البريطانية في الهند، ويُطلق عليه أيضًا ثورة الهند.
1875 م
تشكيل الجمعية الثيوصوفية في مدينة نيويورك على يد هيلينا بلافاتسكي وهنري ستيل أولكوت وويليام كوان جادج وآخرين.
1879 م
تدشين جماعة العلم المسيحي لميثاقها في بوسطن، ماساتشوستس بالولايات المتحدة.
1881 م
تشكيل جمعية برج مراقبة صهيون من قبل تشارلز تاز راسل، بادئًا حركة طلاب الكتاب المقدس.
1889 م
تأسيس الجماعة الأحمدية.
1893
خطاب سوامي فيفي كاناندا الأول في مؤتمر أديان العالم في شيكاغو، الذي جلب الفلسفات القديمة للفيدانتا واليوغا إلى العالم الغربي.
1899 م
نشر أراديا (المعروف أيضًا باسم إنجيل السحرة) على يد تشارلز غودفري ليلاند، وهو أحد أقدم الكتب التي تصف السحر الديني الأوروبي بعد مطاردة السحرة.

### القرن 20
1901 م
تأسيس الاتحاد الوطني للروحانيين الذي يمثل الروحانيات بشكل قانوني في المملكة المتحدة.
1904 م
تأسيسالثيليما من قبل آليستر كراولي.
1905 م
صدور قانون فصل الكنائس عن الدولة في فرنسا، وإرساء علمانية الدولة رسمياً ووضعها حدًا لتمويل الجماعات الدينية.
تنظيم جماعة الدرويد القدامى أول حفل إعادة إعمار مسجل في ستونهنجوأصبحت مكانًا للحج للديرويين الجدد والوثنيين الآخرين.[متى؟]
1907 م
تشكيل بوشاسنواسي شري أكشار بوروشوتام سوامينارايان سانسثا، وهي طائفة رئيسية في سوامينارايان سامبرادايا على يد شاستريجي مهراج.
1908 م
تأسيس خليفة المسيح في الجماعة الإسلامية الأحمدية باعتباره «المظهر الثاني لقدرة الله».
1913م
تأسيس المعبد المغربي العلمي في أمريكا في نيوارك بولاية نيو جيرسي.
1917 م
ضم جميع ممتلكات الكنيسة بعد الثورة البلشفية في روسيا وما تلاها من قمع ديني. [بحاجة لمصدر]
1920 م
تأسيس كنيسة زمالة الإدراك الذاتي لجميع الأديان ومقرها في لوس أنجلوس، كاليفورنيا على يد باراماهانسا يوغاناندا.
1922-1991 م
اضطهاد المسيحيين في الاتحاد السوفياتي. يقدر العدد الإجمالي للضحايا المسيحيين في ظل النظام السوفيتي بحوالي 12 إلى 20 مليونًا.
1926 م
تأسيسالكاو دائية.
1929 م
انتهاء حرب كريستيرو التي دارت رحاها بين الحكومة العلمانية والمتمردين المسيحيين المتدينين في المكسيك.
1930 م
بداية حركة الراستافارية بعد تتويج هيلا سيلاسي الأول إمبراطورًا لإثيوبيا.
إنشاء حركة أمة الإسلام على يد الاس فرد محمد في ديترويت بولاية ميشيغان، بعدما فشل سابقًا في المطالبة بقيادة المعبد العلمي المغربي في أمريكا.
1932 م
بداية حركة براهما كوماريس «بنات براهما» وهي حركة دينية هندوسية جديدة يمكن إرجاع أصلها إلى مجموعة «أم مندلي» التي أسسها لخراج كريبالاني (1884-1969).
1931 م
انبثاق شهود يهوه من حركة طلاب الكتاب المقدس تحت تأثير جوزيف فرانكلين راذرفورد.
1939-1945 م
نقل ملايين اليهود وقتلهم على أيدي النازيين خلال الهولوكوست.
1947 م
إنشاء دولة باكستان كأول دولة قومية باسم الإسلام، حيث تم تقسيم الهند البريطانية إلى دولة هندوسية ذات أغلبية هندوسية وأمة باكستان ذات الأغلبية المسلمة (النصف الشرقي منها أصبح فيما بعد بنغلاديش).
1948 م
إعلان دولة إسرائيل الصهيونية.
1954 م
تأسيس الكنيسة العلموية على يد ل. رون هوبارد.
نشر ديانة الويكا على يد جيرالد جاردنر.
1956م
تأسيس البوذية النافيانية (البوذية الجديدة) على يد أمبيدكار وجذبت في البداية حوالي 380000 منبوذ متحول من الهندوسية.
1959
فرار تينزن غياتسو الدالاي لاما الرابع عشر من التبت وسط الاضطرابات وأسس مجتمعًا في المنفى في الهند.
الستينيات
اكتساب حركات الوثنية الجديدة والعصر الجديد المختلفة زخماً واسعاً. [بحاجة لمصدر]
1961 م
تشكيل الكونية التوحيدية من اندماج التوحيد والكونية.
1962 م
تشكيل كنيسة جميع العوالم وهي أول كنيسة أمريكية وثنية جديدة علي يد مجموعة تضم أوبيرون زيل رافينهارت ومورنينغ غلوري زيل رافينهارت وريتشارد لانس كريستي.
1962-1965 م
انعقاد المجمع الفاتيكاني الثاني.
1965 م
تأسيس الجمعية الدولية لوعي كريشنا على يد أبهاي برابهوبادا وقدمت ترجمات للبهاغافاد غيتا والكتابات الفيدية بإنتاج ضخم في جميع أنحاء العالم.
1966 م
تأسيس كنيسة الشيطان على يد أنتون لافي في ليلة فالبورجيس.
1972-1984 م
بداية مهرجانات ستونهنج الحرة.
1972-2004 م
بداية المذهب الجرماني الجديد في تجربة موجة ثانية من الإحياء.
1973 م
تأسيس كلود فوريلهون للحركة الرائيلية وغير اسمه إلى رائيل بعد مواجهة مزعومة خارج كوكب الأرض في ديسمبر 1973.
1975 م
تأسيس معبد ست في سانتا باربرا ، كاليفورنيا .
1979 م
قيام جمهورية إسلامية في إيران في أعقاب الثورة الإيرانية.
1981 م
استمرار إحياء ستريغيريا، ونشر «كتاب الستريغاالمقدسة» و«كتاب الطرق» المجلد الأول والثاني.
1984م
نشوب أعمال شغب مناهضة للسيخ في دلهي والمناطق المجاورة في أعقاب اغتيال رئيسة الوزراء أنديرا غاندي بعد عملية النجم الأزرق في المعبد الذهبي في أمريتسار، أقدس مواقع السيخ.
1985م
إنهاء مهرجانات ستونهنج الحرة بعد معركة بينفيلد.
1989 م
إعادة ظهور الممارسات الدينية المفتوحة في العديد من دول أوروبا الشرقية في أعقاب ثورات عام 1989، التي أطاحت بالعديد من الدول التي كانت على النمط السوفيتي.
التسعينيات
انتشار حركات استعادة الوثنية (الكلتية والهيلينية والرومانية والسلافية البلطيقية والفنلندية وغيرها) في جميع أنحاء أوروبا.
1993 م
موافقة المجلس الأوروبي على شروط كوبنهاغن التي تتطلب الحرية الدينية بين جميع الأعضاء والأعضاء المحتملين في الاتحاد الأوروبي.
تأسيس الاتحاد العالمي للربوبيين في الولايات المتحدة الأمريكية.
1995 م
إنشاء أول ماندير هندوسي تقليدي خارج الهند في لندن على يد براموخ سوامي مهراج.
1998
تأسيس التقليد الأريتشي الستريغيري.

### القرن 21
2002
تأسيس بهجة خدمات الشيطان على يد أندريا ديتريش بعد تصورها لإيديولوجية «الشيطانية الروحية».
2006
اندلاع الخصومات الطائفية في العراق بين المسلمين السنة والشيعة، حيث استهدف كل جانب الآخر في أعمال إرهابية وتفجير للمساجد والأضرحة.
2008
إعلان نيبال، المملكة الهندوسية الوحيدة في العالم، دولة علمانية من قبل جمعيتها التأسيسية بعد إعلان الدولة جمهورية في 28 مايو 2008.
2009
تغريم كنيسة السيانتولوجيا في فرنسا بمبلغ 600000 يورو وتغريم العديد من قادتها وسجنهم لخداعهم منضمين جدد بمدخراتهم، وفشل الدولة في حل الكنيسة بسبب التغييرات القانونية التي حدثت خلال نفس الفترة.
2011
اندلاع الحرب الأهلية في سوريا بسبب قضايا سياسية داخلية، سرعان ما انقسمت البلاد على أسس طائفية بين المسلمين السنة والعلويين والشيعة،  وارتكاب جرائم حرب وأعمال إبادة جماعية من قبل كلا الطرفين حيث أدان الزعماء الدينيون من كل جانب الآخر ووصفوه بالزندقة. سرعان ما أصبحت الحرب الأهلية السورية ساحة معركة للاضطرابات الطائفية الإقليمية، حيث انضم المقاتلون من أماكن بعيدة مثل أمريكا الشمالة وأوروبا، وكذلك من إيران والدول العربية.
2013
تأسيس المعبد الشيطاني على يد لوسيان جريفز ومالكولم جاري (أسماء مستعارة).
2014
إنشاء الخلافة الإسلامية المفترضة من قبل تنظيم الدولة الإسلامية المزعومة (داعش) في مناطق الحرب التي مزقت سوريا والعراق، واستقطبت الدعم العالمي من متطرفي المسلمين، حيث كانت تسوق لنفسها كمحاولة حديثة لإعادة تأسيس الحكم الذاتي الإسلامي وفقًا للالتزام الصارم بالشريعة الإسلامية. في أعقاب الحرب الأهلية السورية، استهدف المتطرفون الإسلاميون المجتمعات المسيحية العربية الأصلية، وتم طرد العديد من الجماعات المسيحية واليزيدية القديمة وتهديدها بالقتل من قبل مختلف الجماعات المقاتلة، وتم تدمير العديد من الجيوب المسيحية واليزيدية القديمة تسلل قوات داعش الإرهابية واستلاءها على أجزاء كبيرة من شمال العراق من سوريا.

## أنظر أيضًا
- العصر المحوري
- الأصل التطوري للأديان
- تاريخ الدين
- تقويم الهولوسين
- المرحلة الأيونية
- دين العصر الحجري القديم
- دين ما قبل التاريخ
- الدين والأساطير
- المرحلة التارانتية